# Khur-o-Biabanak (Verwaltungsbezirk)
Khur-o-Biabanak (persisch شهرستان خوروبیابانک) ist ein Schahrestan in der Provinz Isfahan im Iran. Er enthält die Stadt Khur, welche die Hauptstadt des Verwaltungsbezirks ist.

## Demografie
Bei der Volkszählung 2016 betrug die Einwohnerzahl des Schahrestan 19.761. Die Alphabetisierung lag bei 88 Prozent der Bevölkerung. Knapp 27 Prozent der Bevölkerung lebten in urbanen Regionen.
| Zensusjahr | Einwohnerzahl |
| ---------- | ------------- |
| 2011       | 17.793        |
| 2016       | 19.761        |